# HD 176541
HD 176541，又名BD+22 3549，SAO 86675、HR 7183，是一颗恒星，视星等为6.29，位于銀經54.32，銀緯8.41，其B1900.0坐标为赤經18h 55m 45s，赤緯+22° 8.41′ 31″。